# Эркилет, Хюсейн Хюсню Эмир

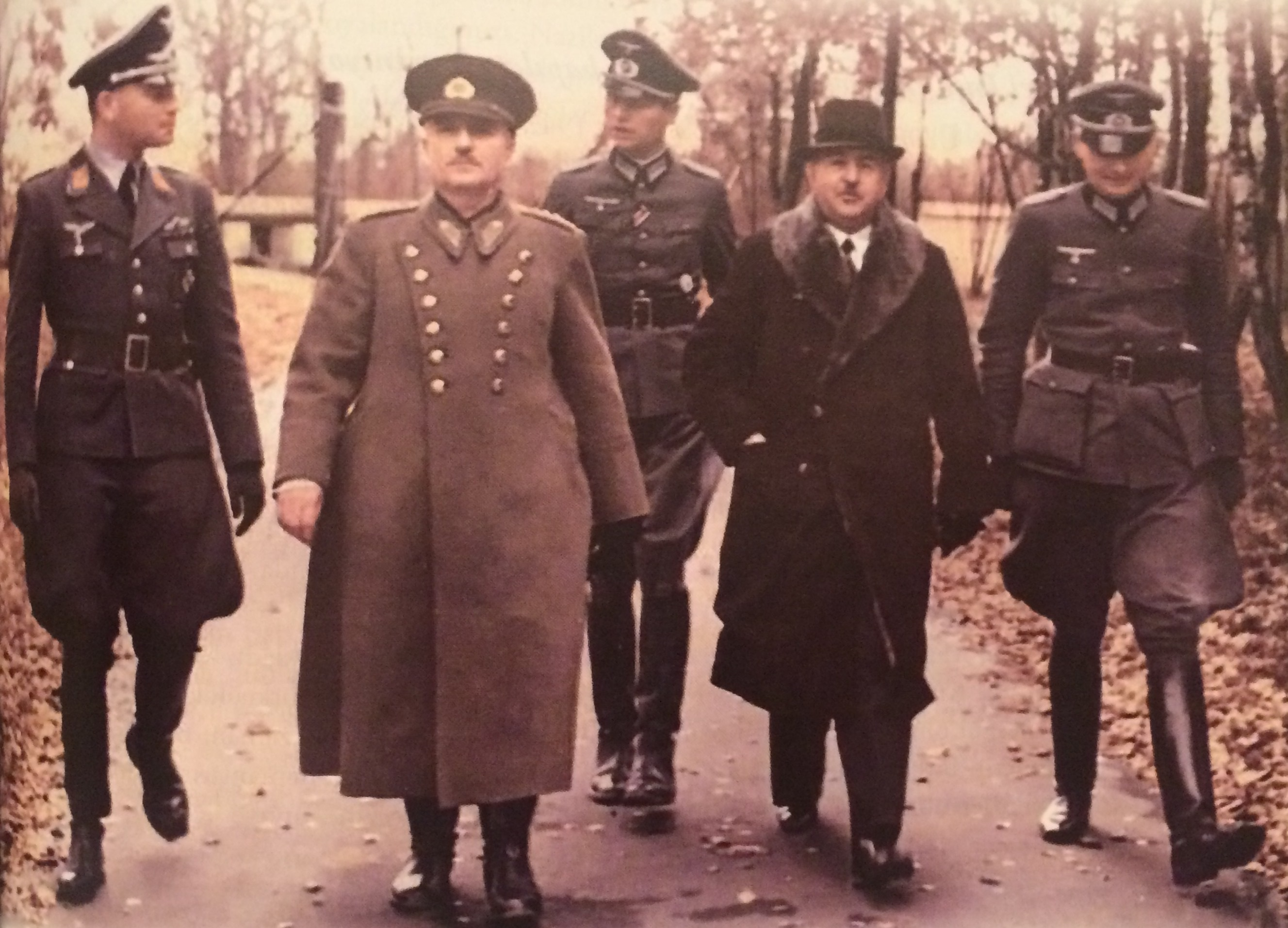
Эркилет (2-й справа) и генерал Эрден (2-й слева) на Восточном фронте

Хусейн Хюсню Эмир Эркилет (1883; Константинополь (Стамбул) — 1958; Анкара) — офицер османской армии и генерал турецкой армии.
Осенью 1941 года он, вместе с генералом Али Фуад Эрденом, побывал на оккупированных территориях (Рейсхкомиссариат Украина, включая Крым, где их сопровождал представитель МИД при 11-й армии В. фон Хентиг) по приглашению фельдмаршала Герда фон Рундштедта. Оттуда он и другие турецкие офицеры вылетели в Растенбург для личной встречи с Гитлером. В 1943 году он опубликовал свои впечатления о поездке под названием «Что я видел на Восточном фронте».
Будучи убежденным туранистом, он был ненадолго задержан за пантюркистскую деятельность в 1948 году вместе с некоторыми другими видными активистами-туранистами.

## Сочинения
- Yıldırım, İstanbul, 1921.
- Büyük Harpte Tank Muharebesi
- Seferî Karargâhlarda Kurmay Görevleri, İstanbul, 1921.
- Erkan-ı Harbiyye Meslek, Vezaif ve Teşkilatı, Tarihi ve İlmî Tetkikat, İstanbul, 1924.
- Dağda Harp Hareketleri hakkında bir Tetkik, İstanbul 1926. (Maurice Abadie)
- H. H. Emir Erkilet Paşa.'nın Avrupa’da tetkik seyahatlerine ait rapora zeyl, Ankara, 1927.
- Harp Albümü, İstanbul Cumhuriyet Basımevi.
- Şark Cephesinde Gördüklerim, Hilmi Kitabevi, İstanbul, 1943.
- 2. Cihan Harbi ve Türkiye, Giriş: Harbin Avrupa’da Doğurduğu Pürüzlü Meseleler, İnkılâp Kitabevi, İstanbul, 1945.